# Brüchermühle
Brüchermühle ist eine von 106 Ortschaften der Gemeinde Reichshof im Oberbergischen Kreis im nordrhein-westfälischen Regierungsbezirk Köln in Deutschland.

## Lage und Beschreibung
Brüchermühle liegt südwestlich der Wiehltalsperre, die nächstgelegenen Zentren sind Gummersbach (25 km nordwestlich), Köln (62 km westlich) und Siegen (46 km südöstlich).

## Geschichte

### Erstnennung
1573 wurde der Ort das erste Mal urkundlich erwähnt und zwar „Rütger in den Brüchen wird als Zeuge bei der Feststellung der kirchlichen Verhältnisse vernommen.“
Schreibweise der Erstnennung: In den Brüchen
| Bevölkerungsentwicklung | Bevölkerungsentwicklung |
| Jahr                    | Einwohner               |
| ----------------------- | ----------------------- |
| 1946                    | 357                     |
| 1991                    | 1.565                   |
| 2005                    | 1.896                   |
| 2008                    | 1.777                   |
| 2017                    | 1.706                   |
| 2018                    | 1.725                   |
| 2019                    | 1.695                   |

## Freizeit

### Vereinswesen
- Evangelische Freie Gemeinde Brüchermühle e.V.

- Bürgerverein Brüchermühle e.V
- Sportfreunde Asbachtal 2011 e.V.
- KK-Brüchermühle

#### Radwege/Nahverkehr
Brüchermühle durchqueren zwei der Themengebundene Fahrradtouren der Gemeinde Reichshof.
Tour de Denklingen 
Mit 450 zu überwindenden Höhenmetern ist sie eine der leichteren Routen. Zum Teil sind jedoch Steigungen mit über 10 % zu bewältigen.
Ausgangspunkt Rathaus Denklingen
| Routen-Name        | Wegzeichen | Fahrstrecke | Weglänge |
| Tour de Denklingen |            | Heseln – Brüchermühle – Heischeid – Sotterbach – Heienbach Remperg – Auf der Hardt – Rölefeld – Eiershagen – Denklingen | 23 km    |

Tour de Reichshof
Sie führt nahezu einmal um die Grenzen der Gemeinde Reichshof und stellt mit 1000 Höhenmetern auch für Rennradfahrer eine interessante Herausforderung dar.
Ausgangspunkt Kreissparkasse Wildbergerhütte.
| Routen-Name       | Wegzeichen | Fahrstrecke | Weglänge |
| Tour de Reichshof |            | Brüchermühle – Denklingen – Rölefeld – Remperg – Heikausen Pettseifen – Oberagger – Erzbach – Eckenhagen Blockhaus – Hespert – Wildbergerhütte | 50 km    |

Nahverkehr:
Brüchermühle wird durch folgende Buslinien bedient:
- 303: Waldbröl – Denklingen – Eckenhagen – Gummersbach
- 304: Morsbach – Denklingen – Wiehl – Bielstein – Gummersbach

## Wirtschaft und Industrie

### Bedeutende Unternehmen
- Größter Arbeitgeber: BPW Bergische Achsen KG – Zweigwerk
- Hans Berg GmbH & Co. KG – Press-, Stanz- und Schweißteile für Automobil- und Heizungsbau